# Piteglio
Piteglio település Olaszországban, Toszkána régióban, Pistoia megyében. Lakosainak száma 1664 fő (2017. január 1.). Piteglio Cutigliano, Marliana, San Marcello Pistoiese, Bagni di Lucca és Pescia községekkel határos.

## Népesség
A település lakossága az elmúlt években az alábbi módon változott:

| 2017 | 1 664 |